# Лихтенберг (Лужица)
Лихтенберг (њем. Lichtenberg) општина је у њемачкој савезној држави Саксонија. Једно је од 63 општинска средишта округа Бауцен. Према процјени из 2010. у општини је живјело 1.703 становника. Посједује регионалну шифру (AGS) 14625320.

## Географски и демографски подаци
Лихтенберг се налази у савезној држави Саксонија у округу Бауцен. Општина се налази на надморској висини од 326 метара. Површина општине износи 14,8 km². У самом мјесту је, према процјени из 2010. године, живјело 1.703 становника. Просјечна густина становништва износи 115 становника/km².

## Међународна сарадња
| Мјесто     | Држава   | Врста сарадње | Од    |
| ---------- | -------- | ------------- | ----- |
| Лихтенберг | Аустрија | контакт       | 2000. |
| Извор      |          |               |       |